# Конрад I (граф Фрайбурга)
Конрад I (нем. Konrad I. von Freiburg; ок. 1226 — 1271) — граф Фрайбурга (в Брейсгау).
Сын графа Эгино I фон Ураха и Адельхейды фон Нойффен.

## Биография
В 1236 году наследовал отцу вместе с братом — Генрихом, основателем линии графов и князей Фюрстенбергов. В 1245 году они разделили наследство, при этом Конрад I получил бывшие церингенские владения с центром в Фрайбурге.
С согласия жителей реформировал городское управление. Помимо штадтрата в составе 24 человек, члены которого занимают свой пост пожизненно, в мае 1248 года создал ещё один городской Совет, состоявший из 8 представителей знати, 8 торговцев и 8 ремесленников, назначавшихся сроком на один год. Этим он значительно омолодил состав руководящих органов.
Конрад I принял участие в войне страсбургского епископа Вальтера фон Герольдсека (Walter von Geroldseck) с горожанами на стороне последних («Bellum Waltherianum», 1260—1263). После битвы при Хаусбергене (Schlacht von Hausbergen) он занял несколько принадлежавших епархии территорий на правом берегу Рейна и объявил себя фогтом двух монастырей — Зёлдена и Св. Ульриха. Однако следующий епископ, Генрих IV фон Герольдзек (1263—1273), смог вернуть захваченные земли.
Конрад I погиб в 1271 году в Венгрии, где находился в составе войска чешского короля Оттакара.

## Семья
Конрад I был женат на Софии фон Цоллерн, дочери нюрнбергского бургграфа Фридриха II. Дети:
- Эгино II (ум. после 1317), граф Фрайбурга
- Генрих (ум. 1303), граф Фрайбурга (по разделу от 23 июля 1272 г. получил Нойенбург и Баденвайлер)
- Конрад (ум. 1301), канонник в Страсбурге и Констанце
- Адельгейда (ум. 1300), жена Готфрида I фон Габсбург-Лауфенбурга и Буркхарда фон Хорбурга.